# DV.OL
다올 (DV.OL)는 대한민국의 보이 그룹이다. 이 그룹은 현재 5명의 멤버로 구성된다: 도균, 루이, 유, 성준, 소담. 원래 2023년 11월 26일 정식 데뷔 EP를 발매 할 예정이었으나 소속 아티스트의 건강 문제로 인해 연기된 후 2024년 1월 14일부터 공식 SNS 계정 업데이트가 중단되었다. 2024년 9월 20일 멤버 도균은 팀에서 활동을 종료하고 솔로 아티스트로서 새출발을 결정하였다.

## 구성원
| 이름 | 소개 |
| ---- | --- |
| 도균 | - 본명 : 김도균 - 생년월일 : 1998년 2월 16일(27세) - 출생지 : 대한민국 - 활동기간 : 2023년 12월 24일 ~ 2024년 9월 20일 |
| 루이 | - 본명 : 김태우 - 생년월일 : 1999년 4월 23일(26세) - 출생지 : 대한민국 - 활동기간 : 2023년 12월 24일 ~ 현재            |
| U    | - 본명 : 쑨헝위 - 생년월일 : 2001년 6월 22일(23세) - 출생지 : 중국 - 활동기간 : 2023년 12월 24일 ~ 현재                |
| 성준 | - 본명 : 이성준 - 생년월일 : 2002년 6월 15일(22세) - 출생지 : 대한민국 - 활동기간 : 2023년 12월 24일 ~ 현재            |
| 소담 | - 본명 : 박소담 - 생년월일 : 2004년 11월 26일(20세) - 출생지 : 대한민국 - 활동기간 : 2023년 12월 24일 ~ 현재           |

## 음반

### EP
- 2023년 12월 24일 《Dreaming About Our Life》